# Tateurndina
Tateurndina is een monotypisch geslacht van straalvinnige vissen uit de familie van de slaapgrondels (Eleotridae).

## Soort
- Tateurndina ocellicauda Nichols, 1955